# Pseudocalotes andamanensis
Espèce
Synonymes
- Calotes andamanensis Boulenger, 1891

Pseudocalotes andamanensis est une espèce de sauriens de la famille des Agamidae.

## Répartition
Cette espèce est endémique des îles Nicobar en Inde.

## Étymologie
Son nom d'espèce, composé de andaman et du suffixe latin -ensis, « qui vit dans, qui habite », lui a été donné en référence au lieu de sa découverte, les îles Andaman-et-Nicobar.

## Publication originale
- Boulenger, 1891 : On new or little-known Indian and Malayan Reptiles and Batrachians. Annals and Magazine of Natural History, sér. 6, vol. 8, p. 288-292 (texte intégral).